# SEAT 1400
SEAT 1400 – pierwszy samochód produkowany przez SEAT, na licencji Fiata. Był to czterodrzwiowy sedan "rodzinny". Części były wysyłane jako zestawy CKD z Włoch i montowane przez Seata w ich nowej fabryce w Barcelonie.